# Progressione del record italiano del lancio del martello femminile
La voce seguente illustra la progressione del record italiano del lancio del martello femminile di atletica leggera.
Il primo record italiano femminile in questa disciplina venne ratificato il 10 luglio 1988.

## Progressione
| Misura  | Atleta               | Società                       | Luogo             | Data              | Note  |
| ------- | -------------------- | ----------------------------- | ----------------- | ----------------- | ----- |
| 27,44 m | Paola Rosati         | Atletica Brescia              | Leno              | 10 luglio 1988    |       |
| 34,10 m | Elena Ansaloni       | Atletica Ravenna              | Macerata          | 14 ottobre 1990   |       |
| 39,86 m | Paola Rosati         | Atletica Brescia              | Brescia           | 29 maggio 1991    |       |
| 40,46 m | Paola Mecati         | CUS Modena                    | Modena            | 14 giugno 1991    |       |
| 40,48 m | Paola Mecati         | CUS Modena                    | Pistoia           | 19 giugno 1991    |       |
| 42,48 m | Paola Rosati         | Atletica Brescia              | Leno              | 3 luglio 1991     |       |
| 43,52 m | Paola Mecati         | CUS Modena                    | Modena            | 17 aprile 1993    |       |
| 43,68 m | Alessandra Coaccioli | Pro Sport Terni               | Terni             | 17 aprile 1993    |       |
| 44,00 m | Paola Mecati         | CUS Modena                    | Modena            | 25 settembre 1993 |       |
| 44,00 m | Alessandra Coaccioli | Pro Sport Terni               | Marina di Ravenna | 16 ottobre 1993   |       |
| 45,40 m | Alessandra Coaccioli | Pro Sport Terni               | Perugia           | 16 ottobre 1993   |       |
| 45,66 m | Alessandra Coaccioli | Sisport                       | Tirrenia          | 6 marzo 1994      |       |
| 46,38 m | Alessandra Coaccioli | Sisport                       | Viterbo           | 21 aprile 1994    |       |
| 47,82 m | Silvia Lazzari       | PAF Verona                    | Bologna           | 26 maggio 1994    |       |
| 48,14 m | Silvia Lazzari       | PAF Verona                    | Modena            | 14 settembre 1994 |       |
| 50,22 m | Silvia Lazzari       | CUS Palermo                   | Palermo           | 19 febbraio 1995  |       |
| 50,78 m | Silvia Lazzari       | CUS Palermo                   | Cesenatico        | 2 luglio 1995     |       |
| 51,32 m | Silvia Lazzari       | CUS Palermo                   | Narbona           | 29 luglio 1995    |       |
| 51,90 m | Monica Torazzi       | Atletica 2000 Milano          | Terni             | 9 settembre 1995  |       |
| 52,24 m | Maria Tranchina      | CUS Palermo                   | Palermo           | 11 febbraio 1996  |       |
| 56,44 m | Maria Tranchina      | CUS Palermo                   | Palermo           | 11 febbraio 1996  |       |
| 58,30 m | Maria Tranchina      | CUS Palermo                   | Palermo           | 27 aprile 1996    |       |
| 59,52 m | Maria Tranchina      | CUS Palermo                   | Siracusa          | 10 maggio 1997    |       |
| 60,22 m | Maria Tranchina      | CUS Palermo                   | Palermo           | 14 giugno 1997    |       |
| 60,91 m | Ester Balassini      | CUS Bologna                   | Bologna           | 9 maggio 1998     |       |
| 60,98 m | Ester Balassini      | CUS Bologna                   | Formia            | 17 maggio 1998    |       |
| 61,73 m | Ester Balassini      | CUS Bologna                   | Formia            | 17 maggio 1998    |       |
| 64,44 m | Ester Balassini      | CUS Bologna                   | Fiuggi            | 16 luglio 1999    |       |
| 64,96 m | Ester Balassini      | CUS Bologna                   | Trento            | 31 maggio 2000    |       |
| 64,99 m | Ester Balassini      | CUS Bologna                   | Bologna           | 18 giugno 2000    |       |
| 65,19 m | Ester Balassini      | CUS Bologna                   | Velenje           | 23 giugno 2000    |       |
| 66,17 m | Ester Balassini      | CUS Bologna                   | Pescara           | 22 luglio 2000    |       |
| 67,33 m | Ester Balassini      | CUS Bologna                   | Ravenna           | 19 maggio 2001    |       |
| 67,62 m | Ester Balassini      | CUS Bologna                   | Poznań            | 8 giugno 2001     |       |
| 68,10 m | Ester Balassini      | CUS Bologna                   | Formia            | 14 luglio 2001    |       |
| 68,50 m | Ester Balassini      | CUS Bologna                   | Ancona            | 15 luglio 2001    |       |
| 68,54 m | Ester Balassini      | Gruppo Sportivo Fiamme Gialle | Ancona            | 10 luglio 2002    |       |
| 70,30 m | Ester Balassini      | Gruppo Sportivo Fiamme Gialle | Siviglia          | 7 giugno 2003     |       |
| 70,43 m | Ester Balassini      | Gruppo Sportivo Fiamme Gialle | Padova            | 5 luglio 2003     |       |
| 71,28 m | Ester Balassini      | Gruppo Sportivo Fiamme Gialle | Roma              | 26 giugno 2004    |       |
| 73,59 m | Ester Balassini      | Gruppo Sportivo Fiamme Gialle | Roma              | 25 giugno 2005    |       |
| 74,38 m | Sara Fantini         | Centro Sportivo Carabinieri   | Lucca             | 28 maggio 2022    | [ 1 ] |
| 74,86 m | Sara Fantini         | Centro Sportivo Carabinieri   | Trnava            | 8 giugno 2022     | [ 2 ] |
| 75,76 m | Sara Fantini         | Centro Sportivo Carabinieri   | Madrid            | 18 giugno 2022    | [ 3 ] |
| 75,77 m | Sara Fantini         | Centro Sportivo Carabinieri   | Madrid            | 18 giugno 2022    | [ 3 ] |